# Acetarsol
Acetarsol là một chất chống nhiễm trùng.
Nó được phát hiện lần đầu tiên vào năm 1921 tại Viện Pasteur bởi Ernest Fourneau và được bán dưới tên thương hiệu Stovarsol 
Nó đã được đưa vào thuốc đạn.
Acetarsol có thể được sử dụng để tạo Arsthinol, và có lẽ Acetarsone cũng vậy.